# Sigmund Frogn
Sigmund Frogn (26 marzo 1904 – 31 gennaio 1990) è stato un calciatore norvegese, di ruolo attaccante.

## Carriera

### Club
Frogn giocò con la maglia del Frigg.

### Nazionale
Conta una presenza per la Norvegia. Il 14 settembre 1924, infatti, fu in campo nella sconfitta per 1-3 contro la Danimarca.